# Turnera dichotoma
Turnera dichotoma är en passionsblomsväxtart som beskrevs av Gardn. och William Jackson Hooker. Turnera dichotoma ingår i släktet Turnera och familjen passionsblomsväxter. Inga underarter finns listade i Catalogue of Life.